# Atrium Libertatis
L'Atrium Libertatis (letteralmente la casa della libertà) era un monumento dell'antica Roma, sede dell'archivio dei censori, situato sulla sella che univa il Campidoglio al Quirinale, a breve distanza dal Foro Romano. 
La sua prima menzione risale al 212 a.C. e venne ricostruito dai censori del 194 a.C.
Una seconda integrale ricostruzione venne curata da Gaio Asinio Pollione a partire dal 39 a.C., con il bottino ricavato dal suo trionfo sugli Illiri, forse in attuazione di un progetto già concepito da Cesare a completamento del Foro di Cesare, inaugurato nello spazio tra la sella montuosa dove sorgevano l'Atrium Libertatis ed il Foro Romano solo pochi anni prima. Il monumento doveva essere completato entro il 28 a.C.
Si trattava di un complesso di grandi dimensioni, che comprendeva oltre all'archivio dei censori, con le liste dei cittadini e le tavole di bronzo con le mappe dell'ager publicus, due biblioteche e forse una basilica (basilica Asinia). La manomissione degli schiavi veniva compiuta in questo luogo.
Le fonti ricordano nel complesso la presenza di numerose opere d'arte di celebri scultori, sia di gusto neoattico sia dello stile più "barocco" delle scuole microasiatiche, tra le quali il gruppo scultoreo con il Supplizio di Dirce degli scultori Apollonio e Taurisco. Vengono menzionate anche delle Appiadi, opera dello scultore Stephanos, che Ovidio cita invece in relazione al vicino tempio di Venere Genitrice nel Foro di Cesare.
L'edificio scomparve agli inizi del II secolo, in seguito all'eliminazione della sella montuosa sulla quale sorgeva per la costruzione del Foro di Traiano. Le sue funzioni furono ereditate dall'insieme costituito dalla Basilica Ulpia e dalle due biblioteche collocate ai lati della colonna di Traiano. In particolare la cerimonia di manomissione degli schiavi doveva svolgersi in una delle absidi della basilica Ulpia.
Il nome di Atrium Libertatis passò anche in epoca tarda alla Curia o ad un'area ad essa adiacente.